# Capesterre-de-Marie-Galante

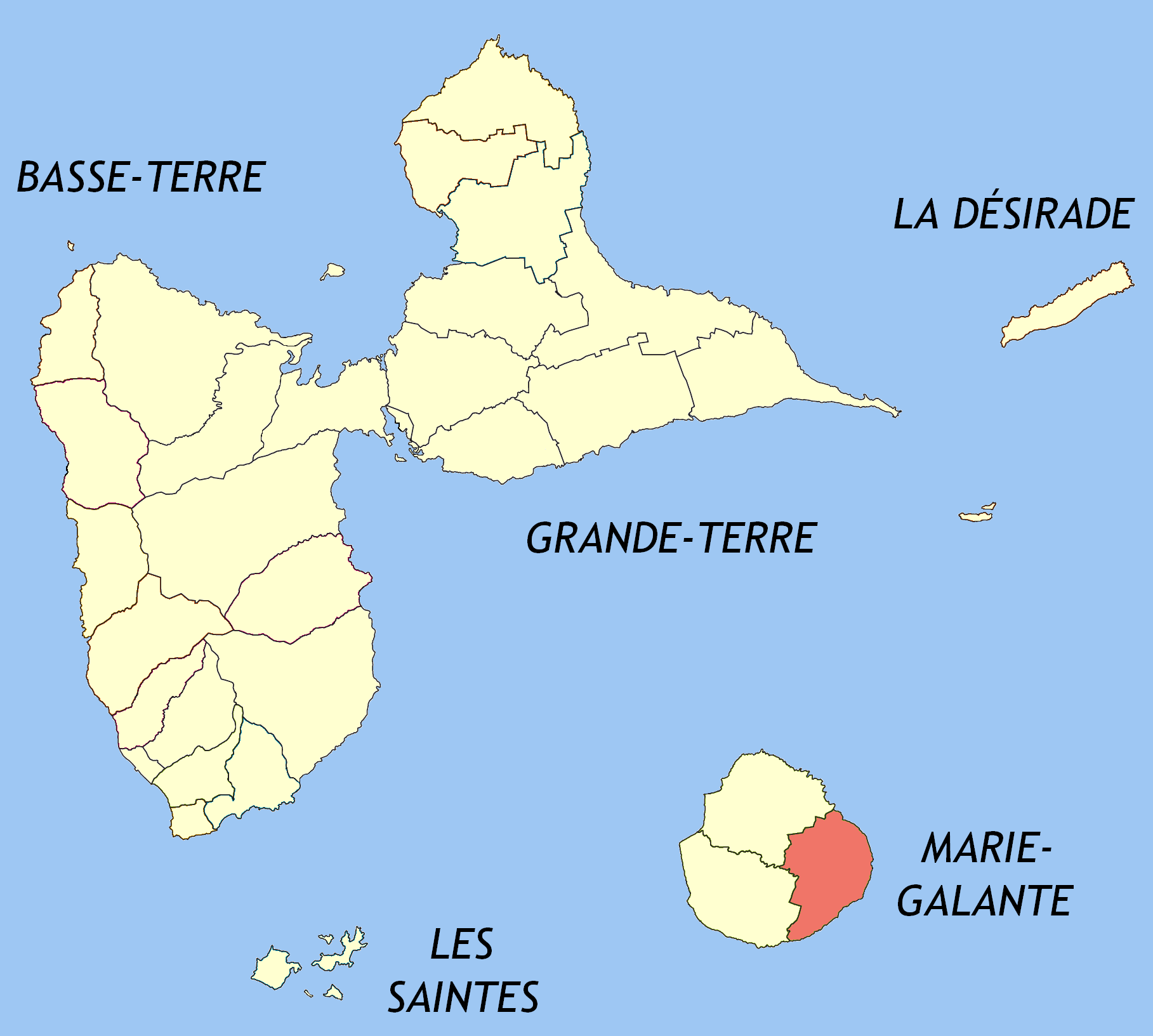
Capesterre-de-Marie-Galante

Capesterre-de-Marie-Galante  és un municipi francès, situat a Guadalupe, una regió i departament d'ultramar de França situat a les Petites Antilles. L'any 2006 tenia 3.469 habitants. És un dels tres municipis de l'illa de Marie-Galante i limita amb Saint-Louis i Grand-Bourg.

## Demografia
| 3.563                                      | 3.469 |
| Des de 1962: població sense dobles comptes |       |

## Administració
| Període   | Identitat                    | Partit |
| --------- | ---------------------------- | ------ |
| 1846-1847 | Noël Fincer Bellevue         |        |
| 1847-1851 | Saint-Germain Partarrieu     |        |
| 1851-1855 | Sidney Demeul                |        |
| 1855-1875 | Jean-Hubert Boulogne         |        |
| 1875-1882 | Charles Figuières            |        |
| 1882-1888 | Saint-Clair Polottes         |        |
| 1888-1896 | Céran Rosmade                |        |
| 1896-1900 | Antonin Hamot                |        |
| 1900-1925 | Gabriel Bade                 |        |
| 1925-1935 | Elie Vidocin                 |        |
| 1971-1989 | André Pasbeau                |        |
| 1989-2001 | Benoît Camboulin             |        |
|           | Marlène Bourgeois-Miraculeux | GUSR   |

## Galeria d'imatges

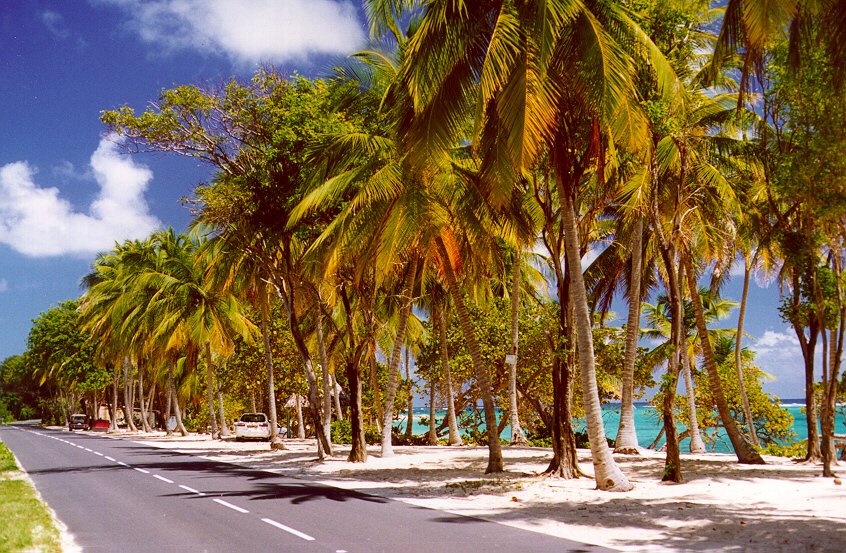
Carretera cap al mar vora Capesterre-de-Marie-Galante
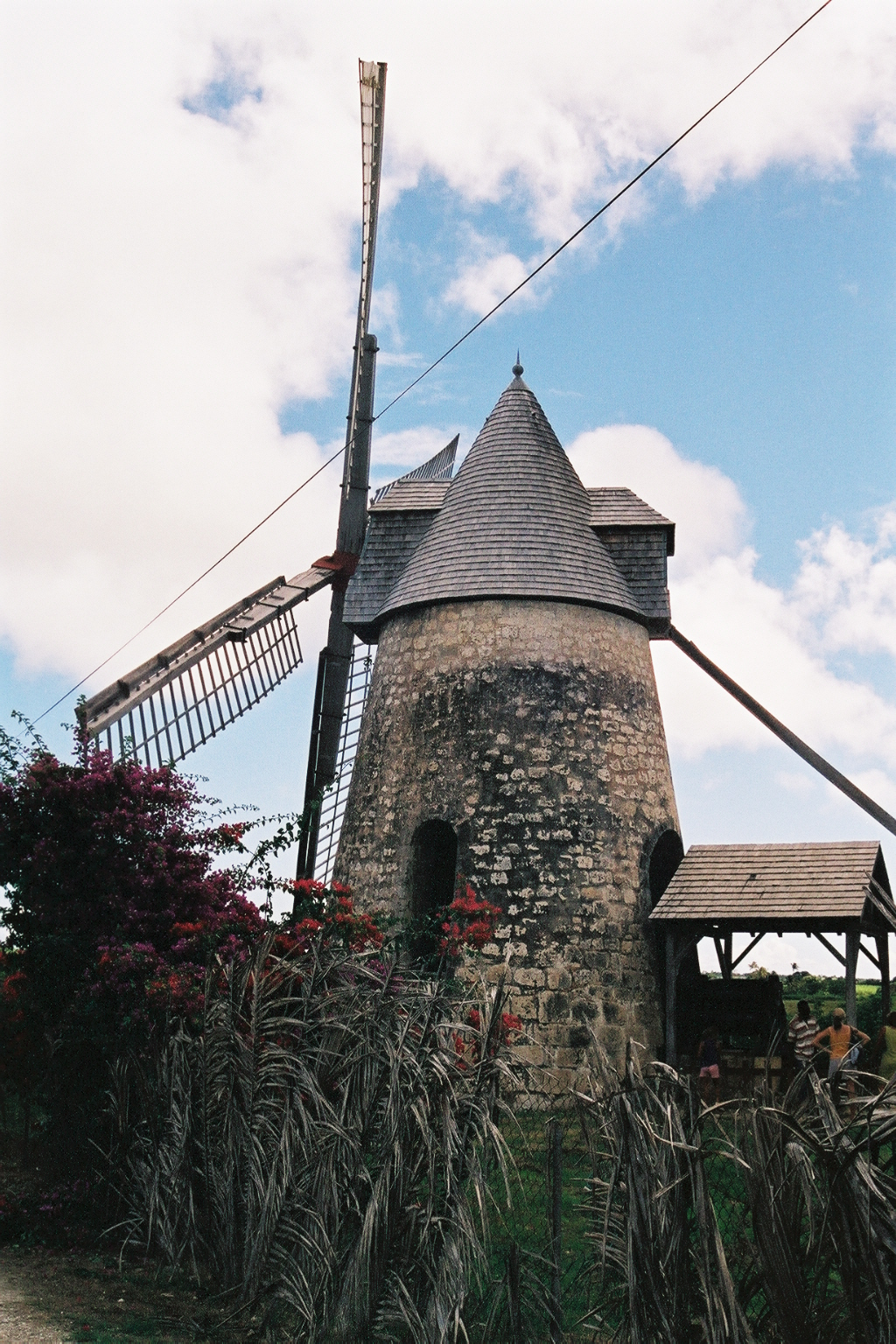
El molí Bézard Windmill, al nord-oest de Capesterre
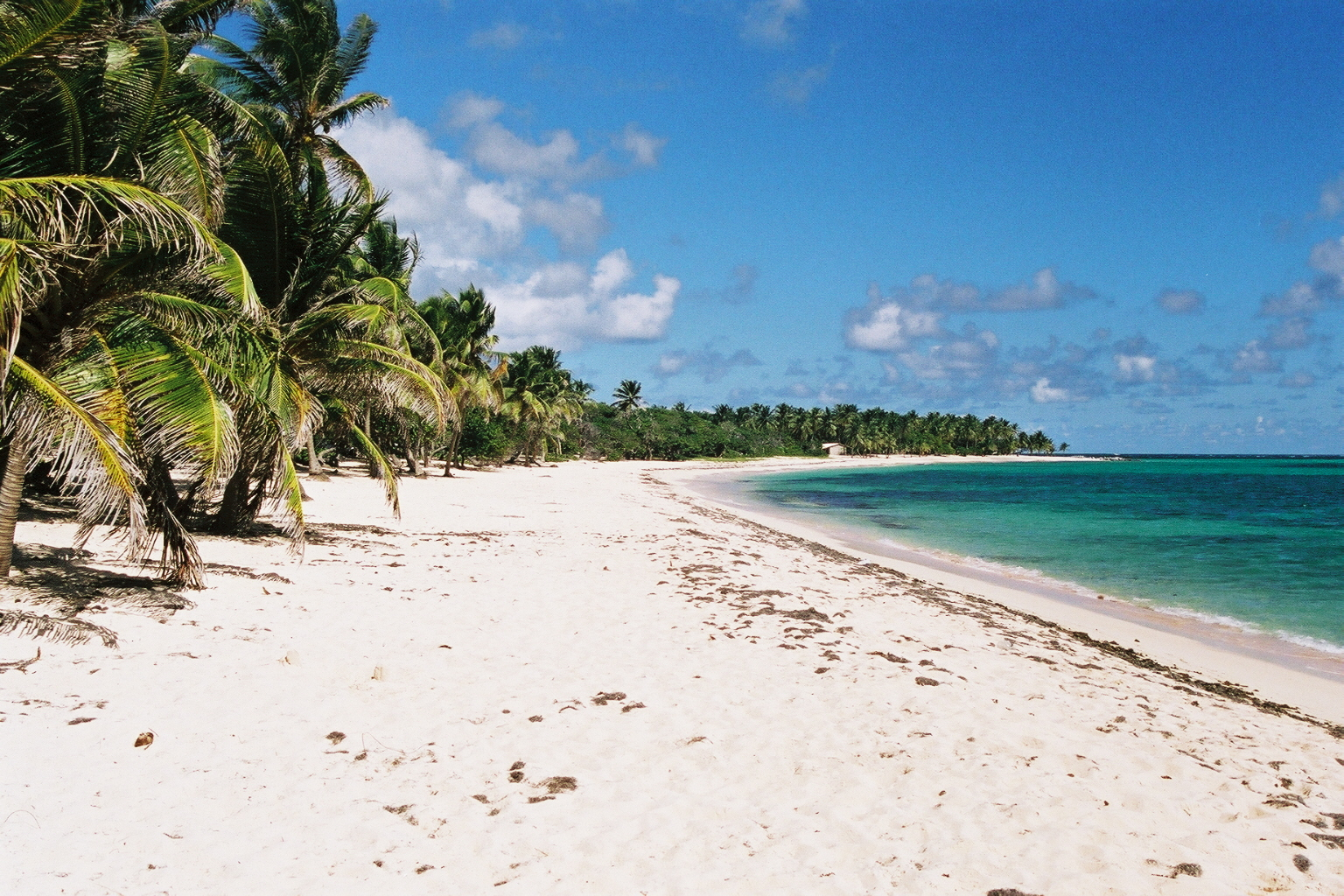
Platja de Feuillère